# Fred Benson
Fredua Buadee Benson Erchiah, detto Fred (Accra, 10 aprile 1984), è un ex calciatore olandese, di ruolo attaccante.

## Carriera

### Club
Benson inizia la sua carriera con l'FC Amstelland, prima di passare all'AVV Zeeburgia nel luglio 2002.
Dopo due anni con l'AVV Zeeburgia passa allo Jong Ajax nel gennaio 2004. Nel luglio dello stesso anno lascia lo Jong Ajax dopo soli 6 mesi e passa allo Jong Vitesse dove rimane fino al gennaio 2005 quando viene trasferito in prima squadra. Benson rimane al Vitesse fino al luglio 2007 quando si trasferisce al RKC Waalwijk dopo aver segnato 14 gol in 62 partite con il Vitesse.
L'11 febbraio 2010, viene annunciata la cessione di Benson  in prestito allo Shandong Taishan, squadra che milita nella Chinese Super League. Al termine della stagione torna al RKC Waalwijk. Al termine della stagione passa ai polacchi del Lechia Danzica. Nel gennaio 2012 rimane svincolato. Viene quindi ingaggiato per la stagione 2012-2013 dal PEC Zwolle. Nel giugno 2014 è acquistato dai moldavi dello Sheriff Tiraspol. Nel gennaio 2015 viene acquistato dai rumeni del Rapid Bucarest.
Rimasto svincolato, il 14 settembre 2015 viene ingaggiato dall'IJsselmeervogels. Il 19 luglio 2016 passa a titolo definitivo al RKC Waalwijk.

### Nazionale
Nel 2006 ha fatto parte della nazionale Under-21 olandese agli Europei Under-21 in Portogallo, che la selezione olandese ha vinto.

## Palmarès

### Club

#### Competizioni nazionali
- Eerste Divisie: 1

PEC Zwolle: 2011-2012
- Coppa dei Paesi Bassi: 1

Pec Zwolle: 2013-2014

## Statistiche

### Presenze e reti nei club
| Stagione            | Squadra             | Campionato          | Campionato | Campionato | Coppe nazionali | Coppe nazionali | Coppe nazionali | Coppe continentali | Coppe continentali | Coppe continentali | Totale | Totale |
| Stagione            | Squadra             | Comp                | Pres       | Reti       | Comp            | Pres            | Reti            | Comp               | Pres               | Reti               | Pres   | Reti   |
| ------------------- | ------------------- | ------------------- | ---------- | ---------- | --------------- | --------------- | --------------- | ------------------ | ------------------ | ------------------ | ------ | ------ |
| 2004-2005           | Vitesse             | E                   | 7          | 1          | CO              | ?               | ?               | -                  | -                  | -                  | 7+     | 1+     |
| 2005-2006           | Vitesse             | E                   | 28         | 7          | CO              | ?               | ?               | CU                 | 2                  | 0                  | 30+    | 7+     |
| 2006-2007           | Vitesse             | E                   | 26         | 8          | CO              | ?               | ?               | -                  | -                  | -                  | 26+    | 8+     |
| ago. 2007           | Vitesse             | E                   | 1          | 0          | CO              | ?               | ?               | -                  | -                  | -                  | 1+     | 0      |
| Totale Vitesse      | Totale Vitesse      | Totale Vitesse      | 62         | 16         |                 | 0+              | 0+              |                    | 2                  | 0                  | 64+    | 16+    |
| 2007-2008           | RKC Waalwijk        | ED                  | 28         | 11         | CO              | ?               | ?               | -                  | -                  | -                  | 28+    | 11+    |
| 2008-2009           | RKC Waalwijk        | ED                  | 35+4       | 13+2       | CO              | 1               | 0               | -                  | -                  | -                  | 36     | 13     |
| 2009-feb. 2010      | RKC Waalwijk        | E                   | 21         | 4          | CO              | 1               | 0               | -                  | -                  | -                  | 22     | 4      |
| feb.-giu. 2010      | Shandong Taishan    | CSL                 | 7          | 2          | -               | -               | -               | ACL                | 5                  | 1                  | 12     | 3      |
| 2010-2011           | RKC Waalwijk        | ED                  | 31         | 18         | CO              | 4               | 4               | -                  | -                  | -                  | 35     | 22     |
| 2011-gen. 2012      | Lechia Danzica      | EK                  | 11         | 1          | CP              | 1               | 0               | -                  | -                  | -                  | 12     | 1      |
| 2012-2013           | PEC Zwolle          | E                   | 32         | 8          | CO              | 5               | 4               | -                  | -                  | -                  | 37     | 12     |
| 2013-2014           | PEC Zwolle          | E                   | 29         | 7          | CO              | 3               | 3               | -                  | -                  | -                  | 32     | 10     |
| Totale PEC Zwolle   | Totale PEC Zwolle   | Totale PEC Zwolle   | 61         | 15         |                 | 8               | 7               | -                  | -                  | -                  | 69     | 22     |
| 2014-gen. 2015      | Sheriff Tiraspol    | DN                  | 6          | 1          | CM              | ?               | ?               | UCL+UEL            | 4+0                | 1+0                | 10+    | 1+     |
| gen.-giu. 2015      | Rapid Bucarest      | I                   | 13         | 0          | CR              | ?               | ?               | -                  | -                  | -                  | 13+    | 0+     |
| 2015-2016           | IJsselmeervogels    | TK                  | 19         | 6          | CO              | 0               | 0               | -                  | -                  | -                  | 19     | 6      |
| 2016-2017           | RKC Waalwijk        | ED                  | 23+2       | 6+0        | CO              | 1               | 1               | -                  | -                  | -                  | 26     | 6      |
| Totale RKC Waalwijk | Totale RKC Waalwijk | Totale RKC Waalwijk | 144        | 54         |                 | 7+              | 5+              | -                  | -                  | -                  | 151+   | 59+    |
| Totale carriera     | Totale carriera     | Totale carriera     | 345        | 93         |                 | 15+             | 10+             |                    | 11                 | 2                  | 371+   | 105+   |

### Cronologia presenze e reti in nazionale
| Cronologia completa delle presenze e delle reti in nazionale ― Paesi Bassi under 21 | Cronologia completa delle presenze e delle reti in nazionale ― Paesi Bassi under 21 | Cronologia completa delle presenze e delle reti in nazionale ― Paesi Bassi under 21 | Cronologia completa delle presenze e delle reti in nazionale ― Paesi Bassi under 21 | Cronologia completa delle presenze e delle reti in nazionale ― Paesi Bassi under 21 | Cronologia completa delle presenze e delle reti in nazionale ― Paesi Bassi under 21 | Cronologia completa delle presenze e delle reti in nazionale ― Paesi Bassi under 21 | Cronologia completa delle presenze e delle reti in nazionale ― Paesi Bassi under 21 |
| Data                                                                                | Città                                                                               | In casa                                                                             | Risultato                                                                           | Ospiti                                                                              | Competizione                                                                        | Reti                                                                                | Note                                                                                |
| ----------------------------------------------------------------------------------- | ----------------------------------------------------------------------------------- | ----------------------------------------------------------------------------------- | ----------------------------------------------------------------------------------- | ----------------------------------------------------------------------------------- | ----------------------------------------------------------------------------------- | ----------------------------------------------------------------------------------- | ----------------------------------------------------------------------------------- |
| 17-5-2006                                                                           | Doetinchem                                                                          | Paesi Bassi under 21                                                                | 2 – 2                                                                               | Germania under 21                                                                   | Amichevole                                                                          | -                                                                                   | 72’                                                                                 |
| 8-6-2005                                                                            | Meppen                                                                              | Germania under 21                                                                   | 2 – 2                                                                               | Paesi Bassi under 21                                                                | Amichevole                                                                          | -                                                                                   | 80’                                                                                 |
| Totale                                                                              |                                                                                     | Presenze                                                                            | 2                                                                                   |                                                                                     | Reti                                                                                | 0                                                                                   |                                                                                     |